# Gologlavke
Gologlavke (znanstveno ime Psilocybe) so rod gliv iz družine koreninark (Hymenogastraceae).

## Seznam gologlavk slovenije[3]
- opečnata gologlavka (Psilocybe aurantiaca)
- azurna gologlavka (Psilocybe azurescens)
- modrobetna gologlavka (Psilocybe caerulipes)
- ovenčana gologlavka (Psilocybe coronilla)
- karibska gologlavka (Psilocybe cubensis)
- modreča gologlavka (Psilocybe cyanescens)
- skromna gologlavka (Psilocybe modesta)
- zašiljena gologlavka (Psilocybe semilanceata)
- srbska gologlavka (Psilocybe serbica)